# Scrupocellaria peltata
Scrupocellaria peltata is een mosdiertjessoort uit de familie van de Candidae. De wetenschappelijke naam van de soort is voor het eerst geldig gepubliceerd in 2012 door Tilbrook & Vieira.